# Samorząd Regionu Lachisz
Samorząd Regionu Lachisz (hebr. מועצה אזורית לכיש) – samorząd regionu położony w Dystrykcie Południowym, w Izraelu.
Samorządowi podlegają tereny wiejskie położone na pograniczu północno-zachodniej części pustyni Negew i Szefeli, w pobliżu miasta Kirjat Gat.

## Osiedla
Na terenach o powierzchni 500 km² mieszka około 8800 ludzi. Znajduje się tutaj 15 moszawów i 1 wioska.

### Moszawy
| - Achuzzam - Amacja - Lachisz - Menucha - Nehora - Nir Chen - Nogah - Ozem | - Sede Dawid - Sede Mosze - Szachar - Szekef - Telamim - Zohar - Jad Natan |

### Wioski
- Eli’aw